# Henry Seidel Canby
Henry Seidel Canby (1878-1961) fue un editor, escritor, ensayista y crítico literario estadounidense.

## Biografía
Nació en Wilmington (Delaware) el 6 de septiembre de 1878. Editor, escritor, ensayista y crítico literario, fue profesor en la Universidad de Yale y fundador en 1924 de la revista literaria The Saturday Review of Literature, en la que trabajó como editor hasta cerca de 1936.
Escribió sendas biografías de Henry David Thoreau y Walt Whitman: Thoureau (Houghton Mifflin Co., 1939) y Walt Whitman: An American (Houghton Mifflin Co., 1943), además de tener en su haber otras obras como Education by Violence (The Macmillan Company, 1920), American Estimates (Harcourt, Brace, 1929); The Brandywine (1941), sobre el río Brandywine; Alma Mater (Farrar and Rinheart, 1944); Family History (1945); o American Memoir (Houghton Mifflin Co., 1947); entre otras.
Amigo cercano de la novelista y poeta Josephine Pinckney, falleció en 1961.